# Нурлыжол (Сарыагашский район)
Нурлыжол (каз. Нұрлыжол, до 2008 г. — Мичурин) — село в Сарыагашском районе Туркестанской области Казахстана. Входит в состав Куркелесского селоьного округа. Код КАТО — 515465700.

## Население
В 1999 году население селоа составляло 583 человека (296 мужчин и 287 женщин). По данным переписи 2009 года, в селое проживало 1308 человек (680 мужчин и 628 женщин).